# Forêt Domaniale de Zeralda
Forêt Domaniale de Zeralda är en skog i Algeriet.   Den ligger i provinsen Tipaza, i den norra delen av landet, 19 km väster om huvudstaden Alger.